# Roald Amundsen
Roald Engelbregt Gravning Amundsen (ur. 16 lipca 1872 w Borge w Norwegii, zaginął 18 czerwca 1928 na Morzu Barentsa) – norwesko-duński badacz polarny, pierwszy zdobywca bieguna południowego.
Doświadczenie zdobył, uczestnicząc w wyprawach arktycznych i antarktycznych innych badaczy – był drugim oficerem na statku „Belgica” podczas Belgijskiej Wyprawy Antarktycznej w latach 1897–1899, kiedy dokonano pierwszego udanego zimowania w rejonie Antarktydy.
W latach 1903–1906 jako pierwszy przebył drogę łączącą Ocean Atlantycki i Spokojny, tzw. Przejście Północno-Zachodnie prowadzące przez Ocean Arktyczny wzdłuż północnego wybrzeża Kanady.
W 1910 roku planował wyprawę na biegun północny, lecz gdy nadeszła wiadomość, że jako pierwszy dotarł tam Amerykanin Frederick Albert Cook (1865–1940) i Robert Edwin Peary (1856–1920), Amundsen zmienił plan i postanowił zdobyć drugi z biegunów. Wyprawa ta była wyścigiem z ekspedycją brytyjską, której przewodził porucznik Robert Falcon Scott (1868–1912). Amundsen dotarł do bieguna południowego jako pierwszy, 14 grudnia 1911 roku, a Scott miesiąc później – 17 stycznia 1912 roku (Scott i jego czterej towarzysze zginęli w drodze powrotnej). Norweska wyprawa na biegun odbyła się na statku „Fram” użyczonym Amundsenowi przez rodaka Fridtjofa Nansena.
W 1926 roku wspólnie z pilotem Umberto Nobile i Lincolnem Ellsworthem dokonał pionierskiego przelotu nad biegunem północnym na włoskim sterowcu, oznaczonym symbolem N-1, a przez Amundsena nazwanym „Norge”.
Amundsen przepadł bez wieści w roku 1928, wyruszywszy na pomoc Umberto Nobilemu, który zaginął podczas lotu sterowcem „Italia” nad Arktyką. Nobile został później odnaleziony, natomiast ciała Amundsena nie odnaleziono.
W uznaniu zasług Amundsena jego nazwiskiem nazwano wiele obiektów geograficznych, m.in. morze u wybrzeży Antarktydy czy lodowiec na Antarktydzie. Stacja badawcza Amundsen-Scott na Antarktydzie została nazwana dla upamiętnienia ekspedycji Amundsena i Scotta na przełomie lat 1910–1912.

## Życiorys
Roald Amundsen urodził się 16 lipca 1872 roku w Borge . Był najmłodszym z czterech synów Jensa Ingebrigta Amundsena (1820–1886) i Hanny Henrikke Gustavy Sahlquist (1837–1893) . Rodzina Amundsenów była armatorem w rejonie Hvaler .
Pod wpływem lektury książek brytyjskiego badacza Arktyki Johna Franklina (1786–1847), już w wieku 15 lat Amundsen zdecydował, że zostanie polarnikiem . W 1890 roku, na prośbę matki, rozpoczął studia medyczne . W 1893 roku zamierzał ubiegać się o miejsce w ekspedycji na Ocean Arktyczny Fridtjofa Nansena (1861–1930), lecz przez wzgląd na matkę wstrzymał się z wyjazdem . Sukcesy norweskich odkrywców Eivinda Astrupa (1871–1895) i Nansena utwierdziły go w wyborze kariery .
Po śmierci matki w 1893 roku przerwał studia i rozpoczął intensywne przygotowania do wypraw arktycznych – systematyczne ćwiczenia, codzienne kąpiele w fiordzie, spanie przy otwartym oknie i studiowanie literatury fachowej . Zimą 1893 roku przeprawił się na nartach przez płaskowyż Hardangervidda, a wiosną 1894 roku popłynął jako szeregowy marynarz na trawlerze „Magdalena” na Ocean Arktyczny . Wiosną 1895 roku zdobył licencję starszego oficera, a w 1900 roku kapitana żeglugi wielkiej . Zimą 1896 roku wraz z bratem Leonem ponownie wybrał się na Hardangervidda . Bracia się zgubili, a Roald prawie zginął, śpiąc w wykopanej pod śniegiem jamie, kiedy rano śnieg wokół niego zamarzł – został uratowany przez Leona .
Pierwsze doświadczenia polarne zdobył, uczestnicząc w wyprawach arktycznych i antarktycznych innych badaczy.

### Belgica (1897–1899)

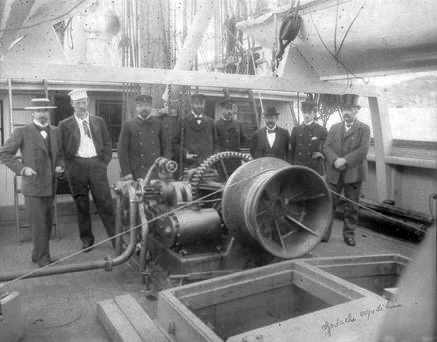
Amundsen (piąty od lewej strony) na pokładzie statku „Belgica”, 1896

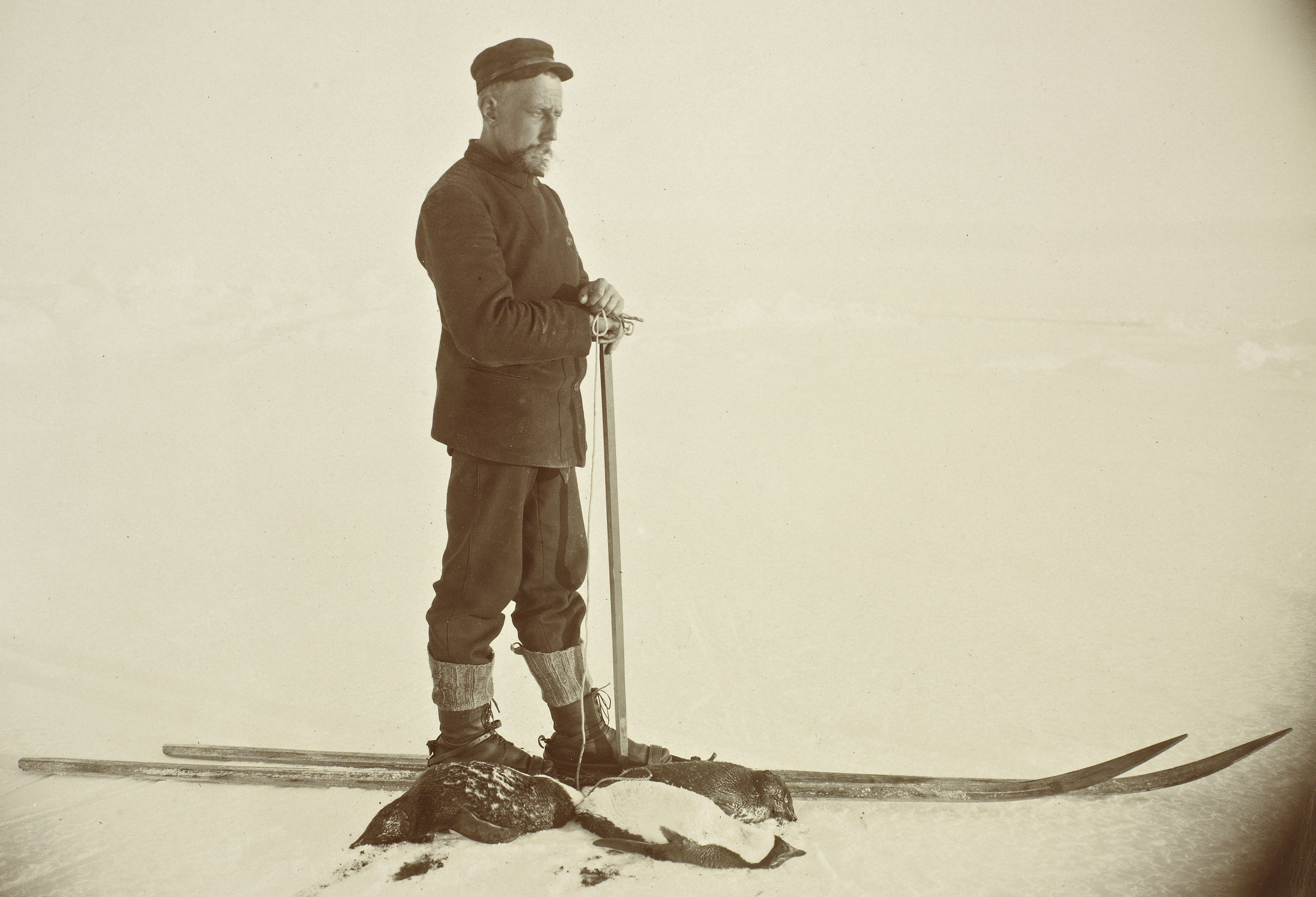
Amundsen podczas wyprawy belgijskiej, 1897–1898

W 1895 roku Szósty Międzynarodowy Kongres Geograficzny w Londynie przyjął rezolucję wzywającą do zbadania Antarktyki, która była najważniejszym obszarem jeszcze niezbadanym. Na wezwanie jako pierwsza odpowiedziała Belgia. W 1895 roku plany ekspedycji przedstawił Belgijskiemu Towarzystwu Geograficznemu młody oficer marynarki belgijskiej Adrien de Gerlache de Gomery (1866–1934). Towarzystwo szybko je zaaprobowało i wkrótce rozpoczęto publiczną zbiórkę pieniędzy na sfinansowanie wyprawy. Patronat nad ekspedycją objął książę Albert, a rząd belgijski dołożył 100 tys. franków.
W lipcu 1896 roku de Gerlache zakupił dawny norweski statek wielorybniczy Patria, który został przemianowany na „Belgica”. De Gerlache zaczął organizować wyprawę i zebrał międzynarodową załogą . Amundsen został zaangażowany jako drugi oficer. W wyprawie brał udział również amerykański lekarz Frederick Albert Cook (1865–1940), z którym Amundsen się zaprzyjaźnił . W 1897 roku „Belgica” popłynęła na południe wzdłuż wybrzeży Ameryki Południowej i Półwyspu Antarktycznego, docierając na Antarktydę . Po półrocznym rejsie statek został unieruchomiony w krze lodowej na Morzu Bellingshausena, a uczestnicy wyprawy zostali zmuszeni do spędzenia zimy w bardzo niesprzyjających warunkach . Kierownictwo wyprawy miało problemy z radzeniem sobie z sytuacją, z izolacją, mrozem i ciemnością . Uczestnicy zdradzali objawy szkorbutu i depresji , a Emile Danco zmarł z powodu problemów z sercem. Dzięki Cookowi, wspieranemu przez Amundsena, wyprawa została uratowana przez dietę z surowego mięsa fok i pingwinów  oraz zastosowania terapii światłem i ciepłem . Amundsen wraz z Cookiem przetestował wówczas również różnego rodzaju sprzęt, m.in. śpiwory, namioty, narty i sanki . Było to pierwsze udane zimowanie w rejonie Antarktydy, a wyprawa zebrała wiedzę kluczową dla dalszych badań antarktycznych w zakresie geologii, meteorologii, glacjologii i oceanografii. Amundsen zdobył swoje pierwsze doświadczenia w regionie polarnym zarówno w zakresie zarządzania wyprawą, jak i technik przetrwania .

### Przeprawa przez Przejście Północno-Zachodnie (1903–1906)

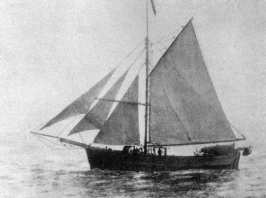
„Gjøa” – statek pierwszej wyprawy Amundsena

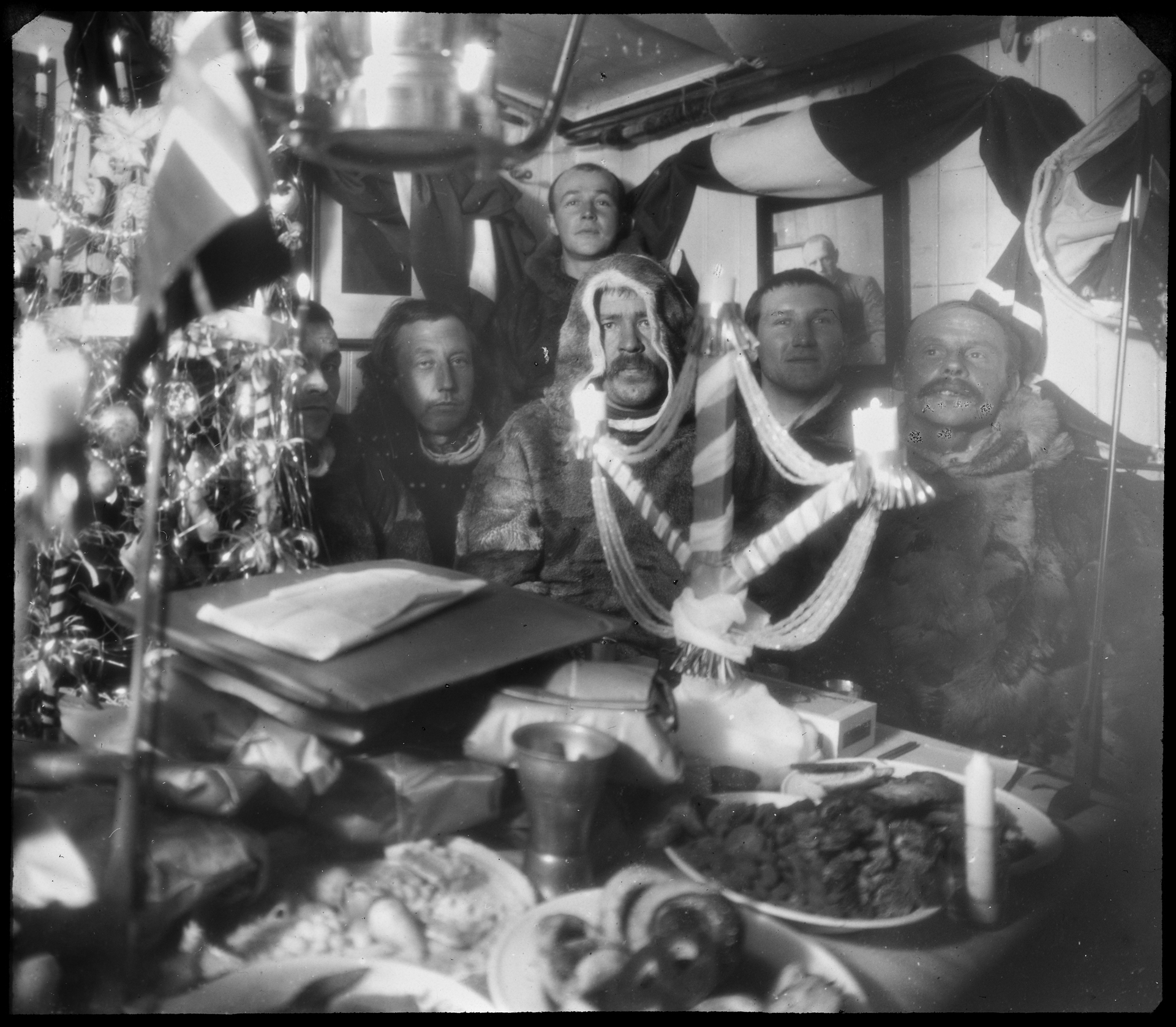
Obchody Bożego Narodzenia na statku w 1903 roku: przy stole siedzą Helmer Hanssen, Roald Amundsen, Adolf Lindstrøm, Gustav Wiik i Anton Lund, za nimi stoi Peder Ristvedt

Po powrocie z wyprawy belgijskiej Amundsen uznał, że zebrał wystarczająco dużo doświadczenia, aby rozpocząć przygotowania do własnej wyprawy . Chociaż nie był naukowcem, to rozumiał potrzebę badania Arktyki  oraz wagę badań naukowych dla uzyskania wsparcia finansowego .
Celem wyprawy miało być pokonanie drogi łączącej Ocean Atlantycki z Oceanem Spokojnym, tzw. Przejścia Północno-Zachodniego prowadzącego przez Ocean Arktyczny . Wyprawa miała również ustalić aktualną pozycję magnetycznego bieguna północnego, która jest zmienna . Plan Amundsena zyskał poparcie Nansena . W 1900 roku Amundsen studiował magnetyzm u niemieckiego polarnika i czołowego eksperta w kwestiach magnetyzmu ziemskiego Georga von Neumayera (1826–1909) w instytucie Deutsche Seewarte w Hamburgu, a następnie wiedzę poszerzał w obserwatoriach w Wilhelmshaven i Poczdamie .
W styczniu 1901 roku na potrzeby wyprawy Amundsen zakupił statek – był to niewielki slup „Gjøa” z 1872 roku o wadze zaledwie 46 ton  i długości 70 stóp . Załoga statku składała się z 7 osób . Latem Amundsen udał się w pięciomiesięczny rejs po wschodnich wodach Grenlandii, by przetestować statek i prowadzić obserwacje oceanograficzne dla Nansena  .
W listopadzie plan wyprawy przez Przejście Północno-Zachodnie został przedstawiony Norweskiemu Towarzystwu Geograficznemu, które zapewniło częściowe finansowanie przedsięwzięcia . Na wyprawę Amundsen zrekrutował: zastępcę dowódcy Godfreda Hansena (1876–1937) – porucznika duńskiej marynarki wojennej, nawigatora, geologa i astronoma; pierwszego oficera Antona Lunda – specjalistę w nawigacji polarnej, Pedera Ristvedta (1873–1955) – meteorologa i inżyniera, drugiego oficera Helmera Hanssena, Gustava Juela Wiika – badacza magnetyzmu oraz Adolfa Lindstrøma (1866–1939) – kucharza .
Pomimo dodatkowych funduszy Amundsen popadł w długi i był ścigany przez wierzycieli . By uciec przed wierzycielami, wyprawa wyruszyła z portu w Kristianii pod osłoną nocy z 16 na 17 czerwca 1903 roku i po dwóch miesiącach dotarła do północno-zachodniej Grenlandii . Wcześniej w Godhavn zabrała na pokład 20 psów, a następnie przy Dalrymple Rock załadowała prowiant i paliwo od szkockich wielorybników . Następnie statek minął Beechey Island i popłynął na południe, wchodząc w Cieśninę Franklina .
W połowie września „Gjøa” zakotwiczyła w zatoce południowej Ziemi Króla Wilhelma, którą nazwano na cześć statku Gjøahavn . Uczestnicy wyprawy osiedli na brzegu, a osada została później nazwana Gjoa Haven – Amundsen i jego towarzysze przebywali tu przez dwa lata . Wiosną 1904 roku Amundsen i Ristvedt przemierzyli ok. 750 km przy pomocy psich zaprzęgów w poszukiwaniach bieguna magnetycznego . Po dwóch miesiącach udało im się ustalić jego położenie  – na zachodnim wybrzeżu półwyspu Boothia . Biegun znajdował się w pobliżu miejsca, gdzie w 1831 roku James Clark Ross (1800–1862) po raz pierwszy znalazł północny biegun magnetyczny .
Wyprawa zmapowała również okoliczne obszary, poprawiając dotychczasowe mapy . Amundsen przeprowadził badania etnograficzne okolicy, zbierając kolekcję odzieży i narzędzi Inuitów, którą wraz z wykonanymi przez siebie zdjęciami przekazał później do uniwersyteckiego muzeum etnograficznego w Kristianii . Amundsen i jego towarzysze nauczyli się od Inuitów budowania igloo i przejęli od nich lokalne ubiory, które znaczniej lepiej chroniły przed mrozem niż stroje europejskie .
13 sierpnia 1905 roku wyprawa ruszyła dalej na zachód . Pomimo trudnych warunków: lodu, mgły i niewielkiej ilości wody pod kilem, przejście zostało pokonane i 17 sierpnia „Gjøa” zakotwiczyła przy przylądku Cape Colbourne – najbardziej wysuniętym na wschód punkcie, do którego dotarł jakikolwiek statek płynący z Cieśniny Beringa . 26 sierpnia napotkano pierwszy statek – był to „Charles Hansson” z San Francisco, którego kapitan jako pierwszy pogratulował Amundsenowi . Amundsen zamierzał dotrzeć do Cieśniny Beringa, lecz warunki były bardzo złe .
2 września „Gjøa” została uwięziona w lodzie w pobliżu wyspy Herschel Island  i załoga musiała spędzić 10 miesięcy na wybrzeżu Jukonu . Był to poważny cios finansowy i rozczarowanie dla Amundsena . Zimą Amundsen udał się saniami 1300 km do Eagle na Alasce, aby wysłać telegram z informacją o sukcesie wyprawy . Podczas nieobecności Amundsena Wiik zachorował i wkrótce zmarł i został pochowany na miejscu . W połowie sierpnia 1906 roku podróż mogła być wznowiona i 31 sierpnia wyprawa dotarła do Nome, skąd rozpoczął się tryumfalny powrót do Norwegii . „Gjøa” została podarowana miastu San Francisco i w 1909 roku umieszczona w Golden Gate Park . W 1972 roku statek wrócił do Norwegii  i odrestaurowany stoi w muzeum norweskich odkryć polarnych Frammuseet na półwyspie Bygdøy w Oslo.
Amundsen zyskał sławę i dzięki dochodom z wykładów i książki o wyprawie, przetłumaczonej na osiem języków, kupił posiadłość Uranienborg w Svartskog nad fiordem Bunnefjorden na południe od Kristianii . Spłacił również wierzycieli .

### Plany ekspedycji na Ocean Arktyczny i biegun północny
W 1908 roku Amundsen zaplanował wyprawę na biegun północny, która miała być powtórzeniem dryfu Nansena ku biegunowi północnemu z miejsca położonego dalej na wschodzie oraz kontynuacją badań oceanograficznych Nansena przy użyciu nowego, lepszego sprzętu . Wiele instrumentów pomiarowych zostało udoskonalonych przez samego Nansena, który wspierał Amundsena w planach nowej wyprawy . Amundsen przedstawił plany Norweskiemu Towarzystwu Geograficznemu i pozyskał fundusze publiczne i prywatne . Wyprawa jednak nie doszła do skutku, ponieważ zarówno Frederick Albert Cook (1865–1940), jak i Robert Edwin Peary (1856–1920) twierdzili, że dotarli na biegun północny .

### Wyprawa na biegun południowy

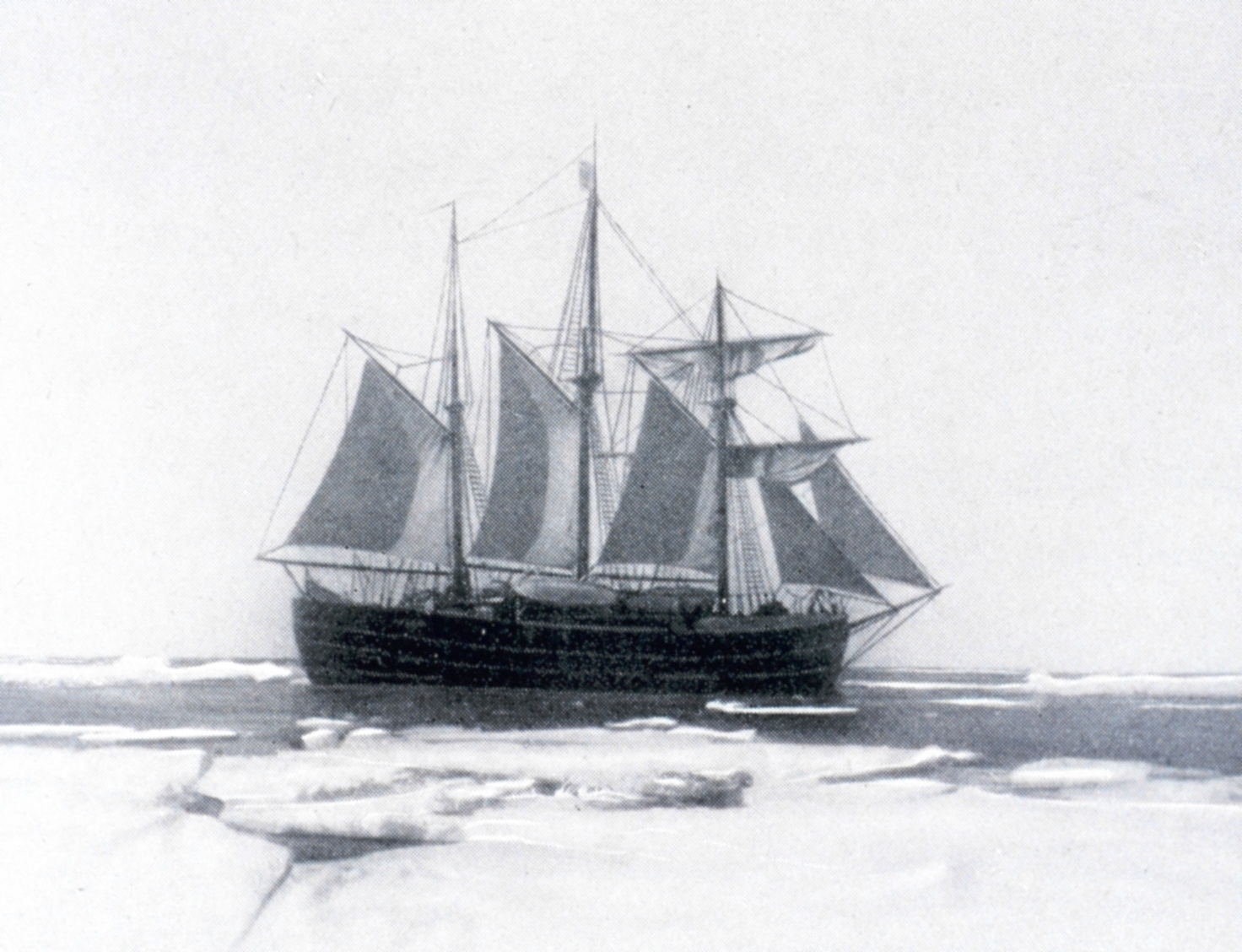
„Fram” podczas wyprawy na biegun południowy, 1911

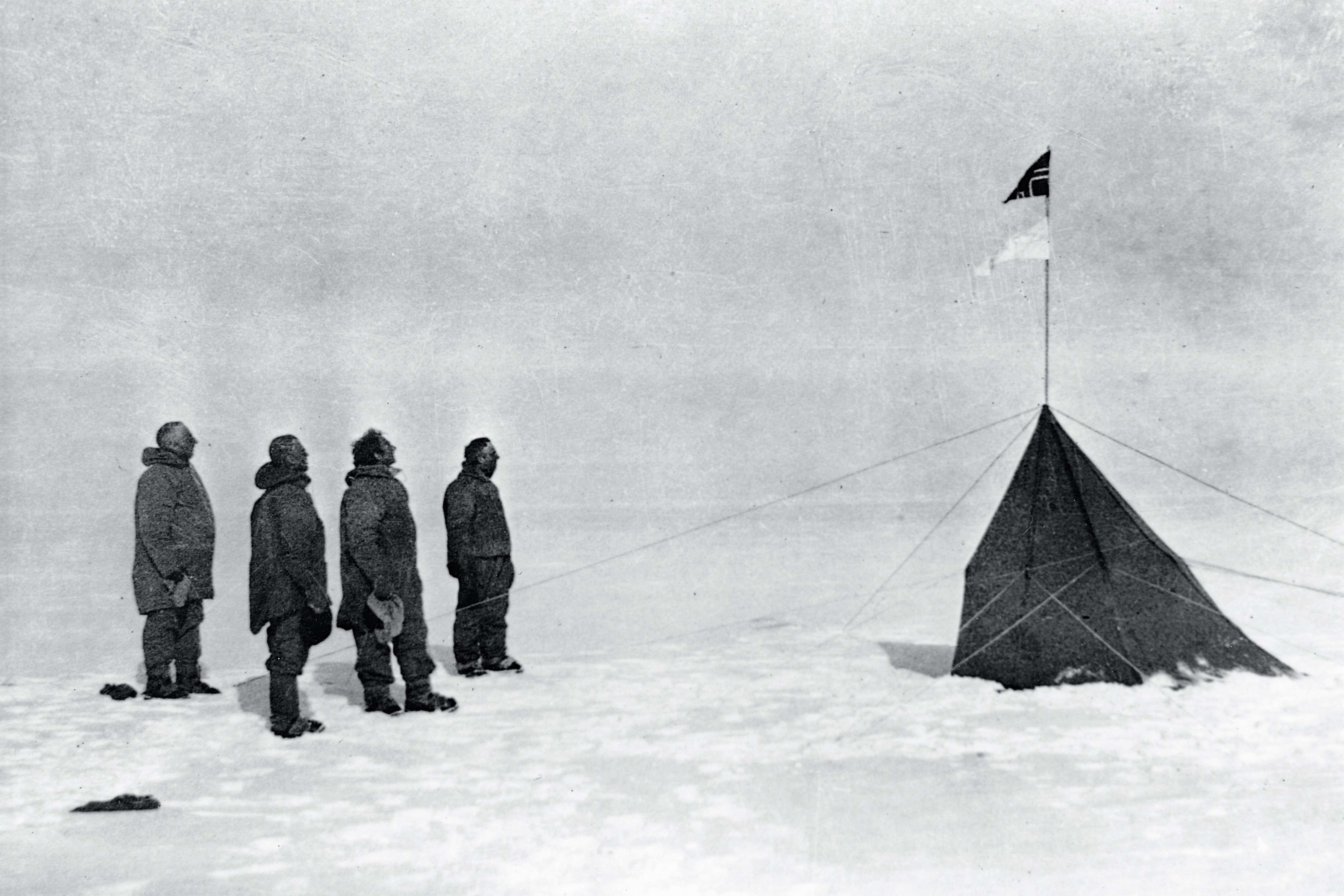
Zdjęcie wykonane 16 grudnia 1911 roku na biegunie południowym przez Olava Bjaalanda

Wobec fiaska wyprawy na biegun północny, Amundsen zaczął interesować się biegunem południowym i w tajemnicy zmienił plany . Wyprawa opuściła Kristianię na statku „Fram” 7 czerwca 1910 roku, a jej załoga dowiedziała się o prawdziwym celu podróży na Maderze, ostatnim przystanku przed Antarktydą . W tym samym czasie biegun południowy zamierzała zdobyć Brytyjska Ekspedycja Antarktyczna pod dowództwem Roberta F. Scotta (1868–1912) . Amundsen poinformował Scotta o swoich planach telegramem, a wiadomość nie została dobrze przyjęta przez Brytyjczyków . Amundsen był mocno krytykowany za przystąpienie do wyścigu ze Scottem, jednak stopniowo przyznano, że nie może być on obwiniany za próbę dotarcia na biegun inną drogą i przy użyciu innych metod .
Wyprawa Amundsena okazała się być bardzo dobrze zaplanowana . Wybór Zatoki Wielorybiej na bazę do zimowania dał Amundsenowi dobry punkt startowy , ponieważ do bieguna było o 100 km bliżej niż z obozu Scotta . Wyprawa złożona z doświadczonych polarników oraz wykorzystanie psich zaprzęgów i nart do przemieszczania się przyczyniło się do sukcesu  – biegun południowy został zdobyty 14 grudnia 1911 roku przez Amundsena, Olava Bjaalanda (1873–1961), Helmera Hanssena (1870–1956), Sverre Hassela (1876–1928) i Oscara Wistinga (1871–1936) . Polarnicy umieścili w lodzie norweską flagę i nadali Płaskowyżowi Polarnemu nazwę „Płaskowyżu Króla Haakona VII” . Wyprawa Amundsena pozostała na biegunie przez cztery dni, po czym wróciła do bazy po 99 dniach nieobecności i przebytych około 3000 km . Ekspedycja Scotta dotarła na biegun 18 stycznia 1912 roku, lecz nigdy nie wróciła (Scott i jego czterej towarzysze zginęli w drodze powrotnej) .
W 1912 roku wyprawa przybyła do portu w Hobarcie na Tasmanii, skąd Amundsen wysłał pierwszy raport z wyprawy . Statek udał się potem na przegląd do Buenos Aires i miał dalej płynąć przez Pacyfik ku Cieśninie Beringa – Amundsen zamierzał wznowić wyprawę na Ocean Arktyczny i biegun północny . W 1913 roku podczas pobytu w Stanach Zjednoczonych zasugerowano mu, że „Fram” mógłby być pierwszym statkiem, który przepłynie przez Kanał Panamski . Amundsen zapalił się do tego pomysłu i skierował statek do Colón, jednak po dwóch i pół miesiąca czekania stracił cierpliwość . „Fram” popłynął z powrotem do Buenos Aires z rozkazem opłynięcia przylądka Horn i udania się do San Francisco . Jednak podróż trwała zbyt długo, by zdążyć latem 1914 roku do Cieśniny Beringa i Amundsen postanowił skierować „Fram” do Norwegii, by stamtąd wyruszyć w 1915 roku, podążając trasą Nansena z 1893 roku – wzdłuż północnego wybrzeża Syberii na wschód .
Wszyscy członkowie ekspedycji zostali nagrodzeni Norweskim Medalem Bieguna Południowego (norw. nynorsk Sydpolsmedaljen), ustanowionym przez króla Haakona w celu uczczenia sukcesu Amundsena. W 1913 roku Amundsen otrzymał Specjalny Złoty Medal National Geographic Society . Dokumentacja wyprawy została wpisana w 2005 roku na listę Pamięć Świata.

### I wojna światowa
„Fram” dotarł do Norwegii dwa tygodnie przed wybuchem I wojny światowej . W obliczu wojny, Amundsen musiał zawiesić swoje plany . Od dawna interesował się wykorzystaniem samolotów w wyprawach arktycznych i jeszcze będąc w Stanach Zjednoczonych zakupił dwupłatowiec produkcji francuskiej firmy Farman, który udostępnił rządowi Norwegii po wybuchu wojny . Jako jeden z pierwszych w Norwegii uzyskał licencję pilota . W czasie wojny Amundsen wzbogacił się na transporcie morskim, a zarobione pieniądze przeznaczył w 1916 roku na budowę nowego statku . „Fram” spróchniał podczas pobytu w tropikach  i Amundsen zbudował nową jednostkę na podobieństwo „Frama”, którą nazwał na cześć królowej Norwegii „Maud” .

### Ekspedycja Północną Drogą Morską (1918–1925)

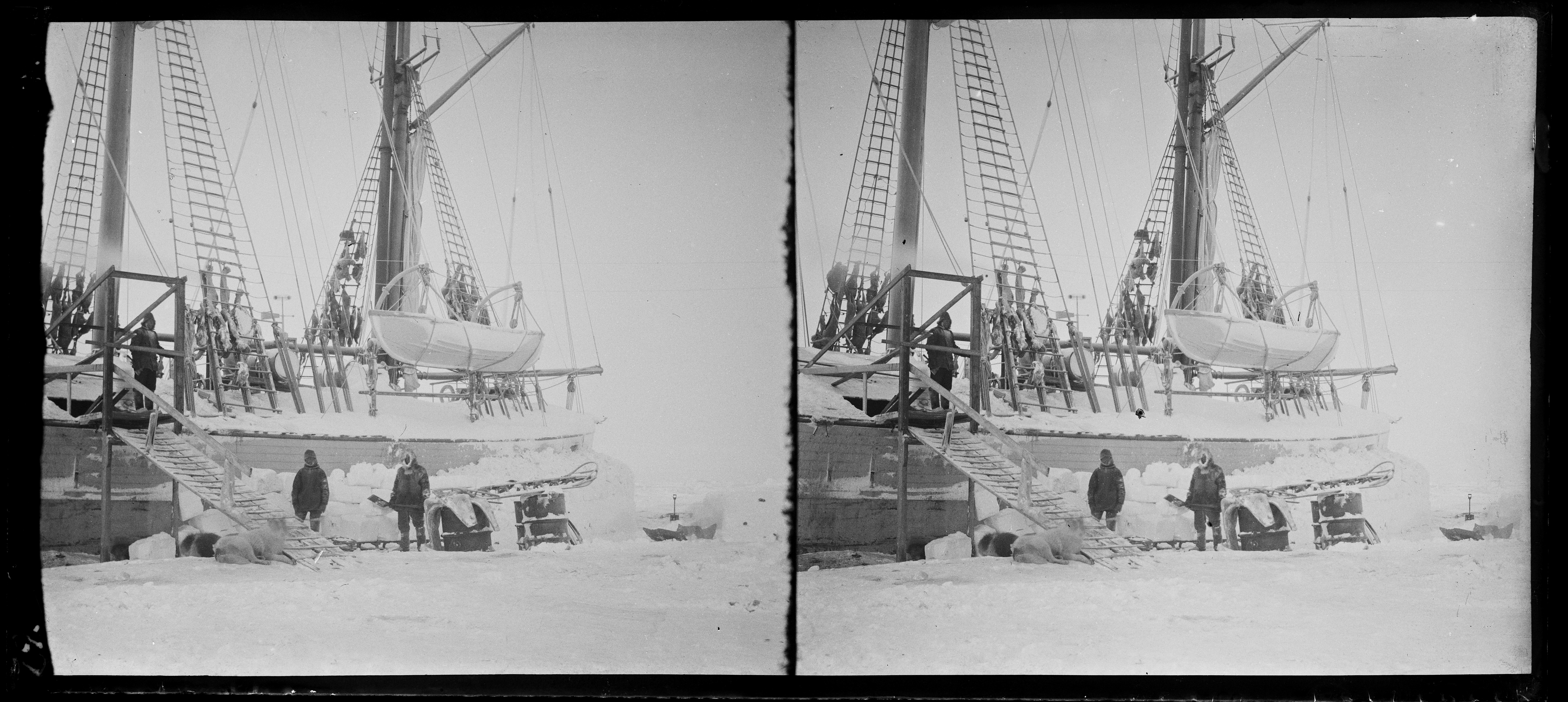
„Maud” uwięziona w lodzie, 1918

W 1918 roku Amundsen powrócił do planu wyprawy na Ocean Arktyczny , powtórzenia dryfu Nansena bardziej północną trasą i dotarcia do bieguna północnego . Ekspedycja wyruszyła na statku „Maud” 18 lipca 1918 roku z Vardø . W wyprawie brali udział m.in.: kapitan Helmer Hansen, pierwszy oficer Oscar Wisting, geofizyk Harald Ulrik Sverdrup (1888–1957) i Martin Rønne (1861–1932) . Po drodze zabrano rosyjsko-norweskiego radiotelegrafistę Giennadija Olonkina (1898–1960), który miał również pełnić funkcję tłumacza .
We wrześniu 1918 roku „Maud” utknęła na prawie rok przy przylądku Czeluskin, a czas ten wykorzystano na badania naukowe i zmapowanie regionu . Dopiero 12 września 1919 roku, po rozkuciu lodu i zastosowaniu burłaczenia statek udało się pchnąć na otwarte wody i popłynięto dalej na wschód . Tam dwóch uczestników zgłosiło się na ochotnika, by zawieźć zapisy obserwacji do portu Dikson, ale nie dotarli oni nigdy do celu . „Maud” płynęła dalej na wschód, lecz było już zbyt późno, by przedostać się na północ . 21 września statek utknął ponownie w lodzie i załoga zmuszona była zimować na wybrzeżu wyspy Ajon , ok. 800 km od krańca Północnej Drogi Morskiej . Amundsen był fizycznie osłabiony – przeszedł skomplikowane złamanie ramienia, przeżył atak niedźwiedzia polarnego i zatrucie tlenkiem węgla . Zimą Sverdrup udał się na osiem miesięcy na tereny Czukczów  i przeprowadził serię badań etnograficznych . Hanssen i Wisting udali się na wschodnie wybrzeże, aby spróbować przeprawić się przez Cieśninę Beringa i dotrzeć do Nome na Alasce . Cieśnina nie była żeglowna, lecz Hanssenowi udało się nadać telegramy z Anadyru . Hanssen i Wisting wrócili po ponad sześciu miesiącach nieobecności i pokonaniu 1500 km psim zaprzęgiem . Wyprawa została wznowiona w lipcu 1920 roku i 28 lipca „Maud” dotarła do Nome .
W Nome uczestnicy mieli możliwość opuszczenia wyprawy – czterech z ośmiu zdecydowało się na powrót do domu . Został Amundsen, Sverdrup, Wisting i Olonkin . Amundsen planował wrócić na wybrzeże Syberii, by tam rekrutować nowych członków załogi i kontynuować wyprawę . Warunki lodowe były jeszcze gorsze niż wcześniej i po awarii wału napędowego Amundsen zmuszony był do ponownego, trzeciego zimowania – tym razem niedaleko od miejsca, gdzie zimował Adolf Erik Nordenskiöld (1832–1901) i jego „Vega” podczas pierwszej przeprawy przez Przejście Północno-Wschodnie w latach 1878–1879 . Podczas zimowania Sverdrup z Wistingiem wyruszyli na trzymiesięczną wyprawę, aby zbadać Półwysep Czukocki .
W lipcu 1922 roku statek był wolny od lodu, lecz z powodu uszkodzenia śruby okrętowej Amundsen skierował statek ponownie do Stanów Zjednoczonych, by dokonać napraw i uzupełnić zapasy . Sam udał się do Norwegii, by załatwić sprawy finansowe . Kiedy wrócił do Nome, przywiózł dwa samoloty – jeden mniejszy zwiadowczy i drugi większy transportowy . Zdecydował się podzielić wyprawę: sam miał wziąć największy samolot i zimować na północnym wybrzeżu Alaski, by wystartować wiosną z lądu, a „Maud” z Wistingiem, Sverdrupem i załogą miała podjąć kolejną próbę pokonania Północnej Drogi Morskiej .
Statek wydostał się z lodu po dwóch latach na północ od Wysp Nowosyberyjskich i kierował się do Cieśniny Beringa . Kolejne zimowanie miało miejsce u ujścia Kołymy . W końcu ekspedycja „Maud” powróciła do Seattle w październiku 1925 roku . Dzięki bogactwu poczynionych obserwacji ekspedycja była naukowym sukcesem . Wyprawa nie osiągnęła wprawdzie bieguna północnego, lecz jako druga w historii przepłynęła przez Przejście Północno-Wschodnie.
Jesienią 1922 roku Amundsen wraz z pilotem Oskarem Omdalem (1895–1927) założyli bazę w Wainwright na północnej Alasce . Amundsen zimował w Nome, a Omdal samotnie w bazie . Wiosną 1923 roku odbyli dwa loty testowe, a ponieważ za każdym razem mieli problemy z podwoziem, zaprzestali testów .
Amundsen popadł w problemy finansowe . We wrześniu 1923 roku Amundsen zmuszony był ogłosić bankructwo . By zarobić, w 1924 roku wyjechał na tournée z wykładami po Stanach Zjednoczonych, jednak jego silny norweski akcent sprawił, że nie odniósł sukcesu . W 1925 roku statek „Maud” został zajęty na poczet jego długów i sprzedany Kompanii Zatoki Hudsona (ang. Hudson's Bay Company) .

### Wyprawa lotnicza na biegun północny (1925)

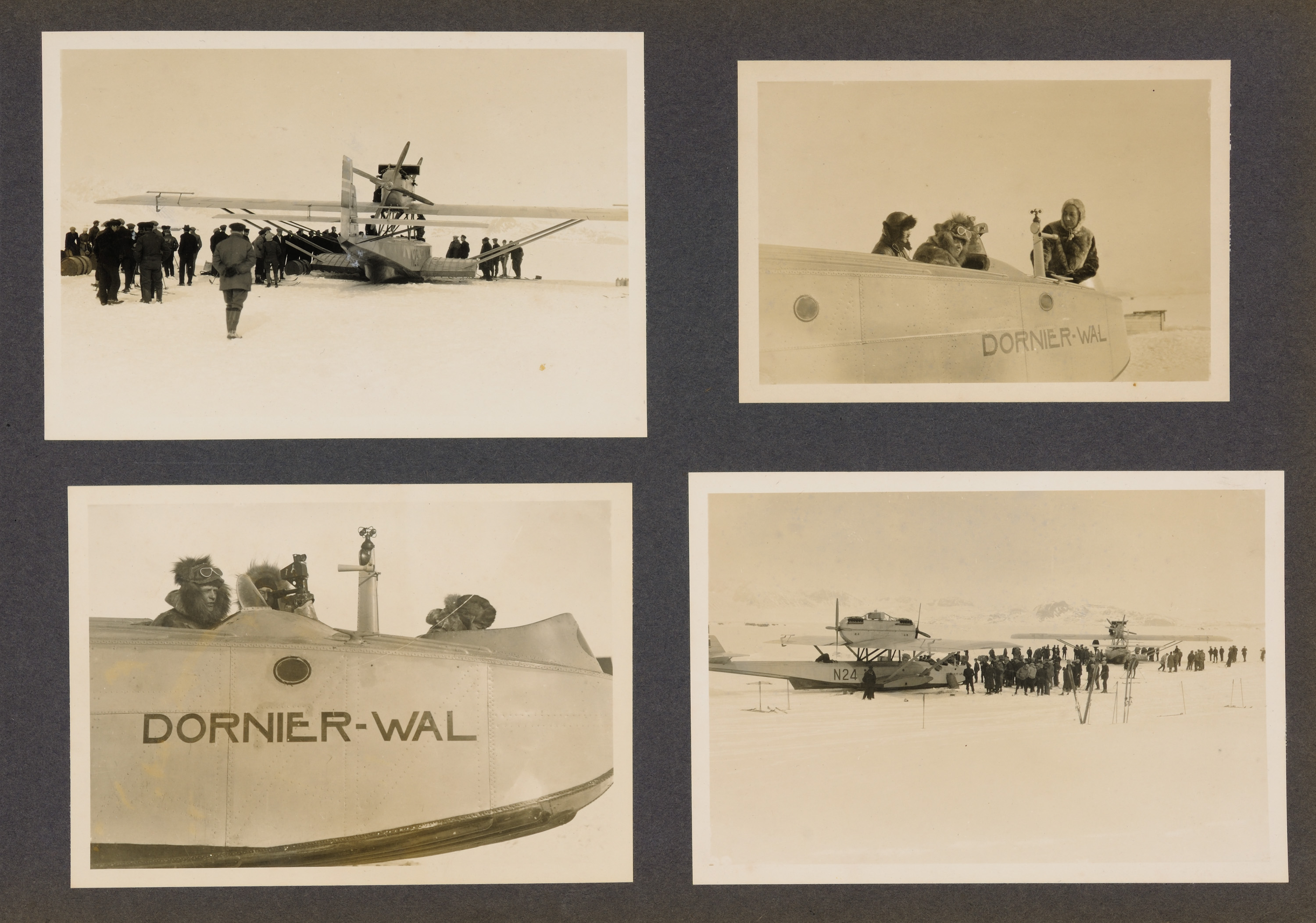
Od lewego górnego rogu: 1. Przygotowanie jednego z samolotów Dornier-Wal do startu 2. N25 z załogą tuż przed startem 3. N24 z załogą tuż przed startem 4. Oba samoloty Dornier-Wal z załogą i innymi uczestnikami wyprawy przed startem. Z albumu o locie polarnym Amundsen-Ellsworth z 1925 roku

W 1925 roku pojawił się amerykański syn milionera, Lincoln Ellsworth (1880–1951), i zaproponował, że sfinansuje nową wyprawę Amundsena na biegun północny . Sam Ellsworth brał udział w wyprawie jako nawigator.
Amundsen zamierzał dotrzeć na biegun ze Svalbardu na dwóch wodnosamolotach Dornier N24 i N25 . Wyprawa wyruszyła 21 maja 1925 roku . N25 pilotował Hjalmar Riiser-Larsen (1890–1965) , a N24 Leif Dietrichson (1890–1928) . Według wcześniejszych obliczeń wyprawa miała osiągnąć biegun po 8 godzinach lotu. Po 8 godzinach lotu, samoloty N24 i N25 wylądowały na krze lodowej, by dokładnie określić pozycję . Wyprawa osiągnęła jednak jedynie szerokość 87°43'N   – ok. 250 km od bieguna . Samoloty osiadły w odległości 3–4 mil morskich od siebie . Przy starcie N24 doznał uszkodzeń i po wylądowaniu zaczął nabierać wody. Załoga wydobyła paliwo i zapasy, i próbowała na nartach dotrzeć do N25. Lód był jednak cienki i Dietrichson wraz z mechanikiem Oskarem Omdalem wpadli do wody. Zostali uratowani przez Ellswortha. Dotarcie do N25 zabrało im prawie cały tydzień. Wszyscy uczestnicy budowali potem przez trzy i pół tygodnia pas startowy na lodzie . 15 czerwca Riiser-Larsen zdołał wystartować, zabierając na pokładzie wszystkich sześciu uczestników wyprawy z powrotem do Svalbardu .

### Lot transpolarny Amundsena-Ellswortha-Nobilego (1926)

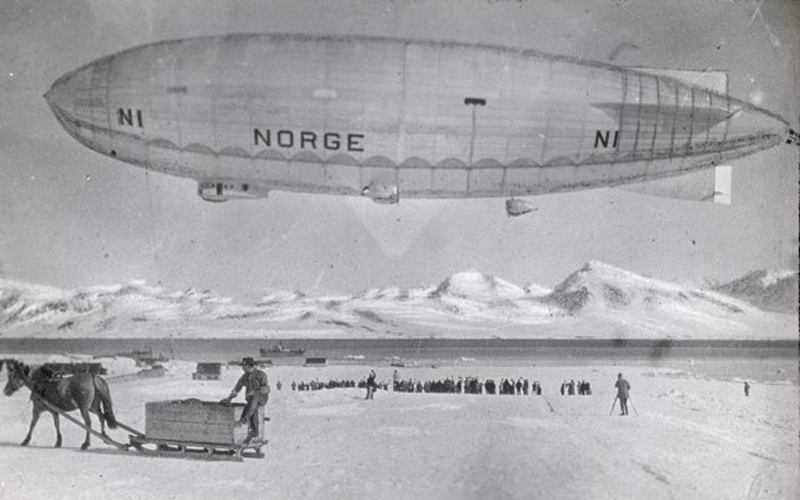
Sterowiec „Norge” w Ny-Ålesund, 1926

Po nieudanej próbie dotarcia na biegun wodnosamolotami Ellsworth zgodził się na sfinansowanie kolejnej wyprawy – tym razem sterowcem .
Amundsen planował wspólnie z włoskim pilotem Umberto Nobile i Ellsworthem dokonać pionierskiego przelotu nad biegunem północnym na sterowcu, oznaczonym symbolem N-1, a przez Amundsena nazwanym „Norge” . W tym samym czasie podobne plany miał amerykański pilot Richard Byrd (1888–1957), który wraz z Floydem Bennettem (1890–1928) planował przelot nad biegunem północnym samolotem Fokker F.VII/3m o nazwie „Josephine Ford” . Amundsen czekał z wylotem, aż „Norge” będzie w pełni sprawna . Byrd i Bennett dokonali przelotu jako pierwsi, jednak nie wszyscy wierzyli, by udało im się przelecieć nad biegunem, ponieważ wrócili dość szybko do bazy . Wyprawa Amundsena wyruszyła wkrótce po powrocie Byrda i Bennetta . W locie brali udział: Amundsen, Ellsworth, Nobile, pięciu włoskich mechaników, Riiser-Larsen, Wisting, pięciu innych Norwegów i szwedzki meteorolog Finn Malmgren (1895–1928) .
Sterowiec wystartował 11 maja 1926 roku i następnego dnia przeleciał nad biegunem północnym, gdzie wyrzucono na lód flagi Norwegii, Włoch i Stanów Zjednoczonych . Amundsen i Wisting stali się pierwszymi ludźmi, którzy dotarli do obydwu biegunów . Wobec wątpliwości co do zdobycia bieguna północnego przez Cooka, Peary'ego i Byrda, dotarcie na biegun północny przez załogę sterowca było pierwszym w pełni udokumentowanym zdobyciem bieguna . 13 maja „Norge” wylądowała w Teller na Alasce, sterowiec został zdemontowany, a uczestnicy wrócili do domu konwencjonalnymi środkami transportu . Amundsen i Nobile wdali się w publiczny konflikt o to, kto miał większe zasługi dla zdobycia bieguna, co bardzo nadszarpnęło ich reputację .
Po powrocie Amundsen nadal zmagał się z problemami finansowymi . W 1927 roku wydał autobiografię .

### Wyprawa ratunkowa po Nobilego (1928)
W maju 1928 roku Nobile rozbił się na lodzie na północny wschód od Svalbardu w drodze powrotnej z wyprawy na biegun północny sterowcem „Italia” . Akcje ratunkowe ruszyły z kilku krajów . Amundsen również pospieszył na ratunek . Za pośrednictwem norweskiego biznesmena rząd francuski dostarczył mu łódź powietrzną Latham 47, którą pilotował Leif Dietrichson .
Wyprawa ratunkowa Amundsena ruszyła z Tromsø 18 czerwca 1928 roku . Po raz ostatni kontakt radiowy z samolotem miał miejsce trzy godziny później, kiedy znajdował się w okolicy Wyspy Niedźwiedziej . Następnie kontakt się urwał .
Koczująca na lodzie załoga „Italii” została wkrótce dostrzeżona przez samolot włoski, a 23 czerwca obok obozu wylądował szwedzki pilot Einar Lundborg (1896–1931), który zabrał Nobile i jego psa. Pilot wrócił po resztę załogi, lecz samolot rozbił się przy lądowaniu. Rozbitkowie zostali ostatecznie uratowani 12 lipca przez radziecki lodołamacz „Krasin”.
Akcja ratunkowa została poszerzona o zaginioną załogę Latham 47 dopiero po kilku dniach . Początkowo uważano, że Amundsen mógł polecieć po zaginionych koczujących na lodzie na północny wschód od Svalbardu . Poszukiwania prowadzono bezskutecznie przez pięć dni .
Ponad dwa miesiące później odnaleziono w morzu jeden z pływaków maszyny Latham 47 . Potem jeszcze pojawił się przerobiony zbiornik na paliwo. Uważa się, że samolot rozbił się u wybrzeży Wyspy Niedźwiedziej, lecz nikogo nigdy nie odnaleziono.
Kolejne próby odnalezienia wraku Latham 47 podjęto w 2004 i w 2009 roku, jednak nie przyniosły one żadnych rezultatów .

## Odznaczenia
- Krzyż Wielki Orderu Świętego Olafa (1906, Norwegia)[1]
- Złoty Medal Czynu Obywatelskiego (1925, Norwegia)[1]
- Medal Bieguna Południowego (1912, Norwegia)[1]
- Krzyż Wielki Orderu Gwiazdy Polarnej (Szwecja)[25]
- Złoty Medal Zasługi z okuciem (1907, Dania)[26]
- Order „Pour le Mérite” za Naukę i Sztukę (Prusy)[25]
- Wielki Oficer Orderu Legii Honorowej (Francja)[25]
- Złoty Medal Kongresu (1928, Stany Zjednoczone)[27]

## Publikacje
Lista podana za I Norsk biografisk leksikon :
- Nordvestpassagen. Beretning om Gjøa-ekspeditionen 1903–1907, 1907
- Sydpolen. Den norske sydpolsfærd med Fram 1910–1912, 1912 (pol. „Zdobycie bieguna południowego”, wydanie polskie w 1957 roku[6] )
- Nordostpassagen. Maudfærden langs Asiens kyst 1918–1920. H.U. Sverdrups ophold blandt tsjuktsjerne. Godfred Hansens depotekspedition 1919–1920, 1921
- Gjennem luften til 88° nord. Amundsen-Ellsworths polflyvning 1925, 1925
- Den første flukt over Polhavet, (wspólnie z Ellsworthem), 1926 (pol. „ZLot do bieguna północnego”, wydanie polskie ok. 1926 roku[6] )
- Mitt liv som polarforsker, 1927 (pol. „Moje życie polarnika”, wydanie polskie w 1993 roku[6] )
- Ekspedisjonsberetningene ble også utgitt i en samleutgave, Opdagelsesreiser, 1928–30

## Upamiętnienie
Amundsena i jego dokonania upamiętniają liczne pomniki i tablice pamiątkowe, m.in. we francuskim Caudebec-en-Caux (gdzie wyprodukowano Latham 47), norweskim Tromsø i Ny-Ålesund .

### Nazwy geograficzne
Na cześć Amundsena nazwano m.in. następujące obiekty geograficzne:
- Na Antarktydzie:
  - Morze Amundsena[28] – morze szelfowe u wybrzeży Antarktydy
  - Zatoka Amundsena[28] – zatoka u wybrzeży Ziemi Enderby'ego[29]
  - Amundsenisen – region na Ziemi Królowej Maud
  - Lodowiec Amundsena[30] – lodowiec w Górach Transantarktycznych, na Antarktydzie Wschodniej[31]
  - Amundsen Coast[32] – wybrzeże na południe od Lodowca Szelfowego Rossa
  - Amundsen Ridges[33] – grzbiet podwodny
  - Amundsen Arm – wschodnia część Zatoki Wielorybiej, prawdopodobnie już nie istnieje z powodu wielkich zmian w konfiguracji Lodowca Szelfowego Rossa[34]
  - Mount Amundsen – nunatak na wschód od Lodowca Denmana[35]
  - Amundsen Icefall[36]
- W Kanadzie:
  - Zatoka Amundsena[37] – zatoka na Morzu Beauforta
- W Norwegii:
  - Lodowiec Amundsena (norw. Amundsenisen)[38]
  - Roaldryggen – pasmo górskie na południowym Spitsbergenie[39]
- Na Oceania Arktycznym:
  - Basen Amundsena[40]
- Amundsen – krater księżycowy[41]
- (1065) Amundsenia – planetoida nazwana jego nazwiskiem[42][43]

### Stacja Amundsen-Scott

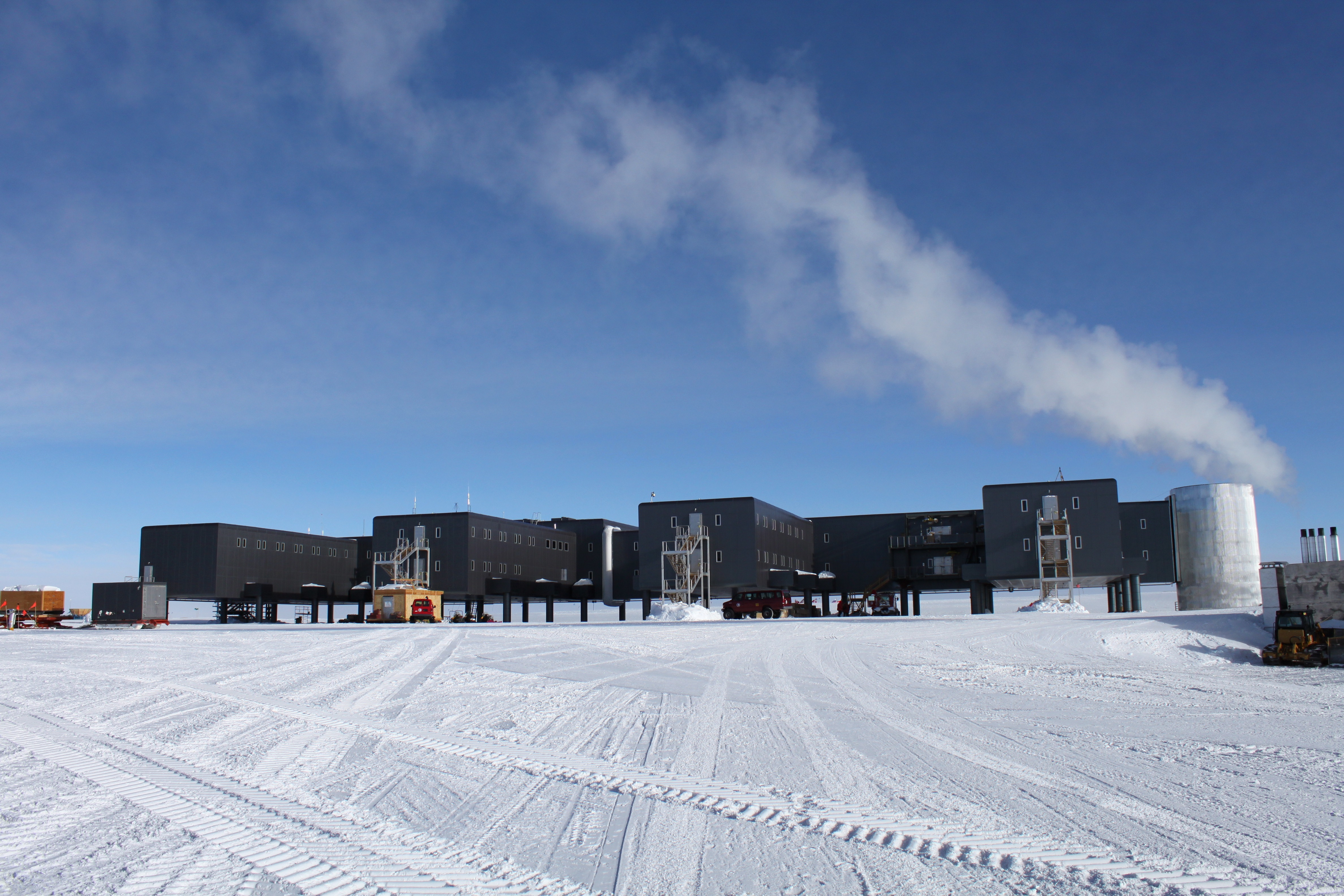
Stacja Amundsen-Scott w 2011 roku

W 1957 roku na biegunie południowym została wybudowana amerykańska stacja badawcza nazwana Amundsen-Scott w celu upamiętnienia dwóch ekspedycji zorganizowanych w ten rejon na przełomie lat 1910–1912. Stacja funkcjonuje przez cały rok i prowadzi badania z zakresu astronomii, sejsmologii oraz klimatologii.

### Statki
- Roald Amundsen – żaglowiec[47]
- KNM Roald Amundsen (F311) – fregata rakietowa typu Fridtjof Nansen[48]
- CCGS Amundsen – lodołamacz Kanadyjskiej Straży Przybrzeżnej[49]
- MS Roald Amundsen – norweski statek wycieczkowy[50]

### Inne
- Amundsen-Nobile Climate Change Tower – wieża badawcza w Ny-Ålesund w Norwegii[51]

### Upamiętnienie w Polsce
Od 25 października 1976 roku badacz jest patronem ulicy na terenie obecnej dzielnicy Ursynów w Warszawie. Ulica Amundsena znajduje się także w dzielnicy Piecki-Migowo w Gdańsku.
Od 17 czerwca 1999 roku Roald Amundsen jest również patronem szkoły podstawowej w Skroniowie (gm. Jędrzejów, pow. jędrzejowski, woj. świętokrzyskie).